# Черкасский полк
Черкасский полк — военно-административная единица Войска Запорожского, со столицей в Черкассах, созданная в 1625 году.

## История
Полковому устройству Польской украины положило начало заключение Куруковского соглашения, которое было заключено 27 октября 1625 года между коронным гетманом С. Конецпольским и козацкой делегацией во главе с кошевым атаманом Запорожской сечи Михайлом Дорошенко во время восстания Марка Жмайло.
Черкасский полк был основан в 1625 году на территории Черниговского староства Киевского повета Киевского воеводства Польско-Литовского государства. По закону только реестровые были казаками. По Зборовскому реестру 1649 года в полку было 2 996 казаков в 28 сотнях (14 левобережных и 14 правобережных), причем в самих Черкассах числилось 2 200 казаков. Такое деление сохранилось и в присяжных списках 1654 года. В другом источнике указано что реестровых полков было шесть: Черкасский, Каневский, Белоцерковский, Корсунский, Чигиринский, Переяславский (последний на левой стороне Днепра); каждый полк находился под начальством полковника и его помощника есаула; полк делился на десять сотен. Каждая сотня была под начальством сотника и его помощника сотенного есаула. Городовые или украинские казаки получали жалованья по червонцу на каждого простого казака и по тулупу.
В 1665 году полк подчинился гетману Петру Дорошенко, а в 1667 году правобережные территории полка вошли в состав Речи Посполитой. В 1668 году полк являлся частью вилаета Петра Дорошенко. В 1672 году гетман Иван Самойлович и князь Григорий Ромодановский переселяют население полка на Левобережье и полк приходит в упадок. После капитуляции Петра Дорошенко в 1676 году полк официально прекращает своё существование. В другом источнике указано что в 1674 году в русское подданство были приняты и правобережные малороссийские казачьи полки: Черкасский, Каневский, Белоцерковский, Корсунский, Брацлавский, Уманский, Кальницкий, Подольский, Поволочский и Торговицкий.

## Полковники
Реестр черкасских полковников или полковников Черкасского полка (год):
1. Грицко (1634)
2. Гугнивый, Яков (1637)
3. Прокопович, Каленик (1637)
4. Гижицкий, Демьян (1638)
5. Якубовский (1644)
6. Барабаш, Иван Дмитриевич[3] (1647)
7. Кривонос, Максим (1648)
8. Топига, Марк Тарасович (1648 — 1649)
9. Воронченко, Яков Пархомович (1649 — 1651)
10. Радишевский — наказной полковник в 1649.
11. Барановский (1651-1652)
12. Шенделицкий, Василий — наказной полковник в 1651.
13. Пархоменко, Яков (1653 — 1657)
14. Джулай, Фёдор (1657 — 1659)
15. Одинец, Андрей (1659 — 1661)
16. Гамалия, Михаил (Гамалея, Михаил[4]) (1661 — 1662)
17. Мурашко, Денис (1662 — 1663)
18. Джулай, Фёдор (1663 — 1664)
19. Дорошенко, Пётр Дорофеевич (1665)
20. Джулай, Фёдор (1665 — 1666)
21. Гамалия, Михаил (1667 — 1668)
22. Головченко, Яким Михайлович (1668 — 1669)
23. Белый, Павел (1671)
24. Григорович (1674)
25. Горелый, Филон (1674)
26. Степанович, Ждан (1675)
27. Калистрат, Богдан (1676)